# Đại học Pomperu Fabra
Đại học Pompeu Fabra (tiếng Catalan: Universitat Pompeu Fabra, phát âm là [uniβəɾsiˈtat pumˈpɛw faβɾə]; UPF) là một trường đại học công lập ở Barcelona, Tây Ban Nha.  Nó được tạo ra bởi Chính phủ tự trị của Catalonia vào năm 1990, và được đặt theo tên của nhà ngôn ngữ học Pompeu Fabra, một chuyên gia về ngôn ngữ tiếng Catalan.
Trường đã được Bộ Giáo dục Tây Ban Nha chỉ định là một Cơ sở Xuất sắc Quốc tế xuất sắc năm 2010.
UPF gần đây đã được đánh giá là trường đại học hàng đầu Tây Ban Nha bởi Tổ chức giáo dục đại học Times (London). [Cần dẫn nguồn] Về mặt học thuật, đây là trường đại học Tây Ban Nha và Catalan duy nhất cùng với Đại học tự trị Barcelona trong số 150 trường tốt nhất thế giới theo  theo phân loại học thuật của các trường đại học của Times (lần lượt thứ 140 và thứ 147) và đây là một trong 7 trường đại học trẻ phát triển nhanh nhất thế giới, theo cùng một bảng xếp hạng.  Nó đứng đầu trong bảng xếp hạng quốc gia về năng suất khoa học kể từ năm 2009.
Các nghiên cứu của nó về lĩnh vực Kinh tế đã được xếp hạng trong số 50 trường hàng đầu thế giới, thứ 23 về Kinh tế và Kinh tế lượng trong Bảng xếp hạng Đại học Thế giới QS theo môn học và thứ 40 về Kinh doanh & Kinh tế trong Bảng xếp hạng Giáo dục Đại học Thời đại.